# Landivisiau
Landivisiau (en bretó Landivizio) és un municipi francès, situat a la regió de Bretanya, al departament de Finisterre. L'any 2006 tenia 8.731 habitants. A l'inici del curs 2007 el 8,8% dels alumnes del municipi eren matriculats a la primària bilingüe.

## Demografia
| 1962                                       | 1968  | 1975  | 1982  | 1990  | 1999  |
| ------------------------------------------ | ----- | ----- | ----- | ----- | ----- |
| 5.583                                      | 6.174 | 7.605 | 7.964 | 8.254 | 8.751 |
| Des de 1962: població sense dobles comptes |       |       |       |       |       |

## Administració
| Període | Identitat       | Partit |
| ------- | --------------- | ------ |
| -2001   | Charles Miossec |        |
| 2001-   | Georges Tigreat | UMP    |

## Personatges il·lustres
- Xavier Grall, escriptor bretó en francès.